# Folia Biologica et Geologica
Folia Biologica et Geologica (abreviado Folia Biol. Geol.) es una revista con ilustraciones y descripciones botánicas que es publicada en Ljubljana desde el año 2009, comenzando con el número 51. Fue precedida por Razprave Slovenska Akademija Znanosti in Umetnosti. Razred za Naravoslovne Vede.